# Johnston McCulley
Johnston McCulley (Ottawa, 2 febbraio 1883 – Los Angeles, 23 novembre 1958) è stato uno scrittore e sceneggiatore statunitense.
Fu autore di centinaia di storie, cinquanta romanzi, numerose sceneggiature per il cinema e la televisione e ideò il personaggio di Zorro.

## Biografia

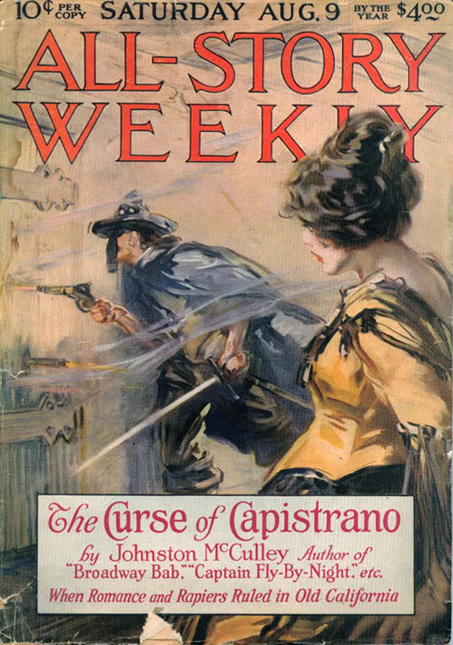
Copertina della rivista All-Story Weekly con La maledizione di Capistrano (The Curse of Capistrano)

La sua carriera inizia come reporter della polizia e in seguito lavora come ufficiale di affari pubblici durante la prima guerra mondiale, ma si segnala come uno degli scrittori che pubblicano storie pulp sulle riviste americane.
Dopo tanti lavori piuttosto anonimi, arriva alle luci della ribalta nel 1919, quando pubblica sulla rivista pulp All-Story Weekly un romanzo breve a dispense intitolato La maledizione di Capistrano (The Curse of Capistrano), incentrato su un difensore mascherato degli oppressi che si fa chiamare Zorro. Il successo è enorme e già l'anno successivo viene prodotto un film intitolato Il segno di Zorro (1920) tratto proprio dalla storia di McCulley.
Sull'onda del favore popolare, nei decenni successivi McCulley scrisse diversi altri romanzi dedicati al personaggio, che divenne così in breve tempo una delle massime icone popolari, anche grazie alla miriade di produzioni fumettistiche, televisive, radiofoniche e cinematografiche realizzate nel tempo.

## Filmografia
- Pennington's Choice, regia di William Bowman (8 novembre 1915)
- Unclaimed Goods, regia di Rollin S. Sturgeon (1918)
- The Outlaw Deputy, regia di Otto Brower (1935)